# Еловец (река)
Еловец (устар. Еловиц) — река в России, протекает в Подосиновском районе Кировской области. Устье реки находится в 6 км по левому берегу реки Альмеж. Длина реки составляет 10 км.
Исток реки находится на возвышенности Северные Увалы в 7 км к северо-западу от посёлка Альмеж близ границы с Опаринским районом. Генеральное направление течения — северо-восток, всё течение проходит по холмистому, ненаселённому лесу. Впадает в Альмеж в 6 км к юго-востоку от посёлка Пушма.

## Данные водного реестра
По данным государственного водного реестра России и геоинформационной системы водохозяйственного районирования территории РФ, подготовленной Федеральным агентством водных ресурсов:
- Бассейновый округ — Двинско-Печорский
- Речной бассейн — Северная Двина
- Речной подбассейн — Малая Северная Двина
- Водохозяйственный участок — Юг
- Код водного объекта — 03020100212103000011351